# Tridentella brandtae
Tridentella brandtae är en kräftdjursart som beskrevs av Bruce 2008. Tridentella brandtae ingår i släktet Tridentella och familjen Tridentellidae. Inga underarter finns listade i Catalogue of Life.